# Fernand Delecluse
Fernand Delecluse (Neufvilles, 20 december 1888 - Zinnik, 14 november 1952) was een Belgisch senator.

## Levensloop
Delecluse was vakbondssecretaris.
Hij werd verkozen tot gemeenteraadslid in Zinnik en was er schepen van 1921 tot 1938.
Hij werd socialistisch provinciaal senator voor Henegouwen op 9 oktober 1945, na het overlijden van Numa Goblet. Hij behield de zetel slechts enkele maanden, tot aan de eerste naoorlogse wetgevende verkiezingen in 1946.